# 桜坂駅

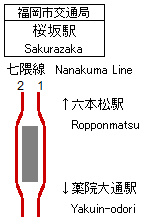
配線図

桜坂駅（さくらざかえき）は、福岡県福岡市中央区桜坂三丁目にある福岡市地下鉄七隈線の駅。駅番号はN12。
駅のシンボルマークは空港線・箱崎線のシンボルマークをデザインした西島伊三雄が2001年に死去したため、それ以前に描かれていた原案を元に、息子で同じくグラフィックデザイナーの西島雅幸が完成させた。モチーフは風に舞う桜の花びら。駅識別カラーは   DIC-50（系統色名：明るい紫みの赤）で、天神南駅・梅林駅と共通。
天神南駅が管理し、JR九州サービスサポートが駅業務を受託する業務委託駅である。

## 歴史
かつて西鉄福岡市内線城南線練塀町電停があった場所の若干東寄りに位置する。
- 2000年（平成12年）2月2日 - 2000年（平成12年）11月27日：設計期間（実施設計者：マトリックス）[1]
- 2003年（平成15年）3月8日 - 2004年（平成16年）7月31日：施工期間（施工者：ピーエス三菱）[1]
- 2005年（平成17年）2月3日：開業。開業時から業務委託駅[5]。

## 駅構造
島式ホーム1面2線を有する地下駅。城南線直下に位置する。出入口は2ヶ所あり、城南線を挟んで南側に1番出口、北側に2番出口が設けられている。
| 地階    | 出入口                       | 出入口                                     |
| 地下1階 | コンコース階                 | コンコース、案内所、自動券売機、自動改札口 |
| 地下1階 | コンコース階                 | トイレ（改札内）                           |
| 地下2階 | 1番ホーム                    | ■七隈線 博多方面（薬院大通駅）→            |
| 地下2階 | 島式ホーム，右側のドアが開く |                                            |
| 地下2階 | 2番ホーム                    | ←■七隈線 橋本方面（六本松駅）              |

- 各階の面積は、地上210平方メートル、地下1階2,923平方メートル、地下2階2,338平方メートル[1]。
- 利用者の目に留まる箇所に用いられる「個性化壁」には、灰色からピンク色の大理石（フィオールディペスコ、300mm×300mm×厚さ12mm）を使用している[6]。

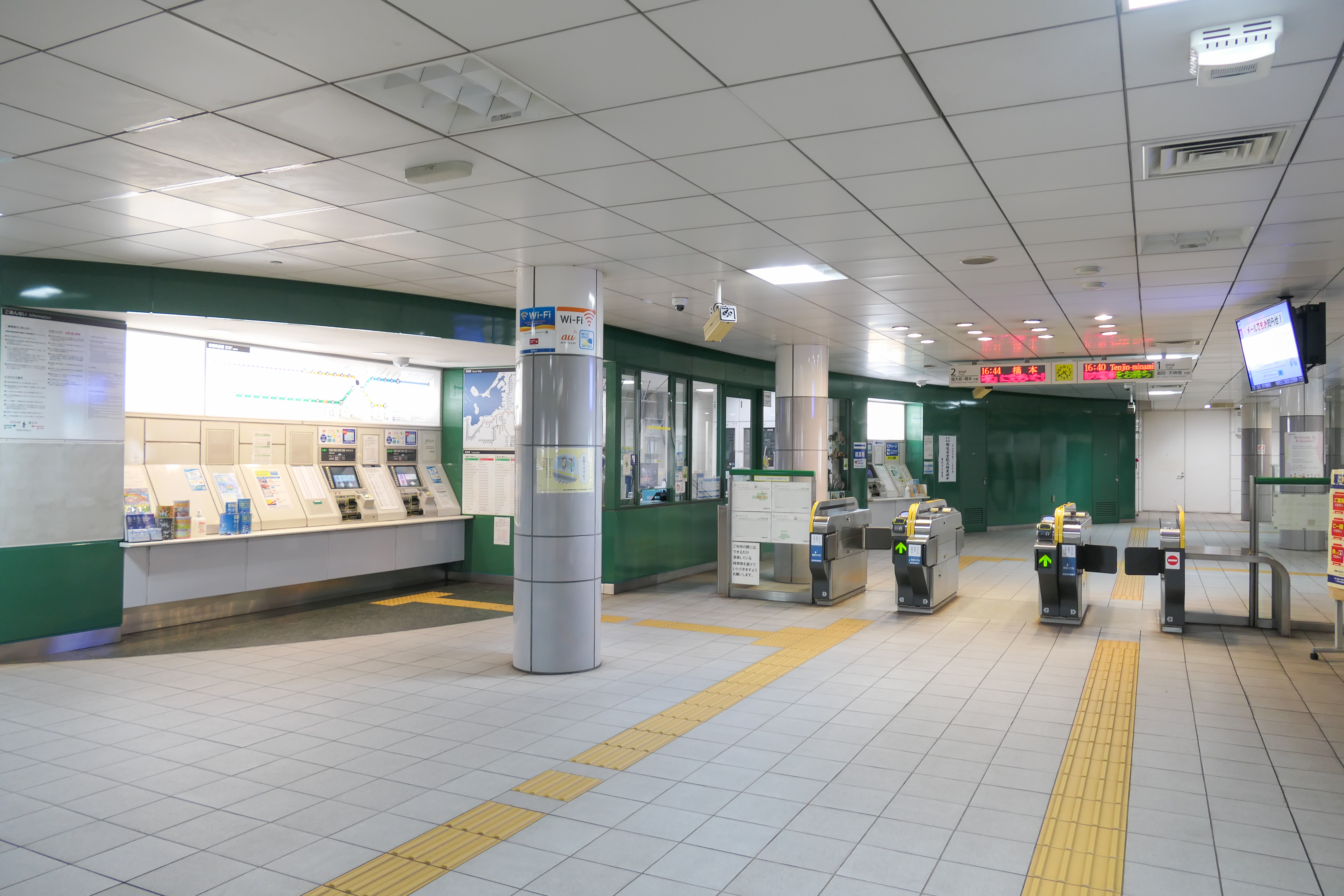
改札口（2022年12月）
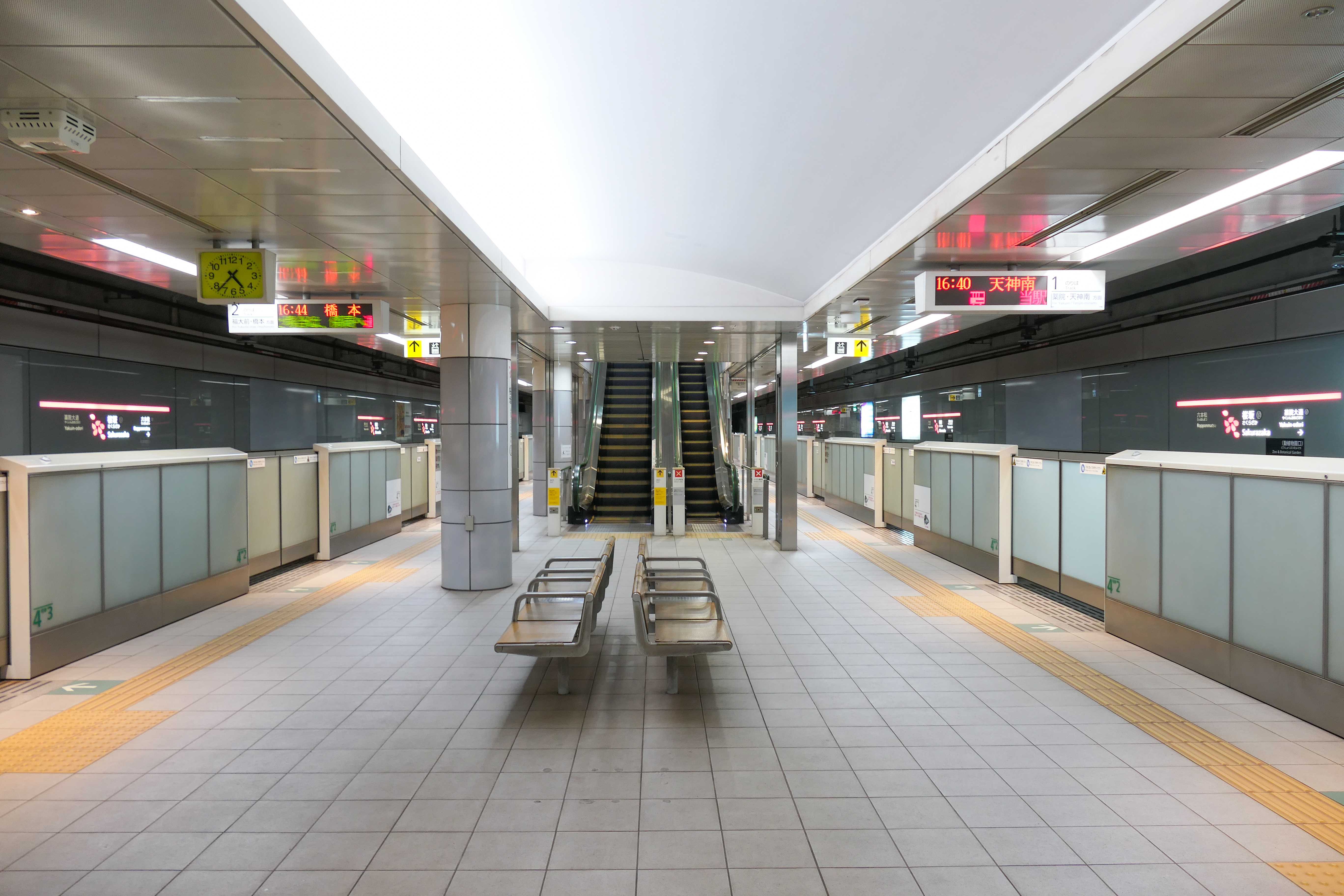
ホーム（2022年12月）
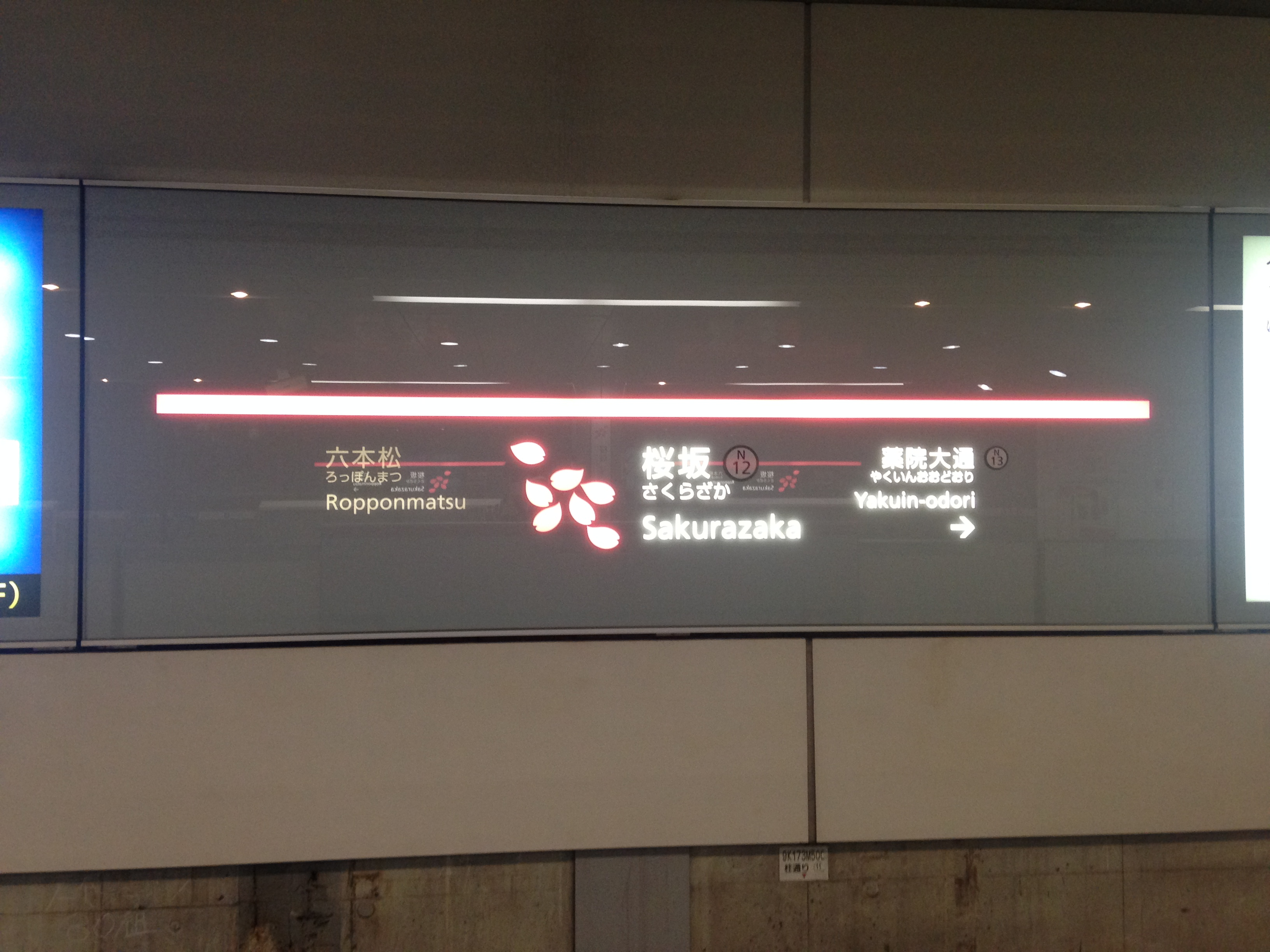
駅名標（2015年6月）

## 利用状況
2023年度の1日平均乗車人員は2,396人であり、七隈線の駅として、また福岡市地下鉄の駅としては梅林駅に次いで2番目に少ない。
開業以降の1日平均乗車人員の推移は下表のとおりである。
| 年度               | 1日平均 乗車人員 |
| ------------------ | ---------------- |
| 2004年（平成16年） | 1,159            |
| 2005年（平成17年） | 909              |
| 2006年（平成18年） | 1,155            |
| 2007年（平成19年） | 1,226            |
| 2008年（平成20年） | 1,295            |
| 2009年（平成21年） | 1,309            |
| 2010年（平成22年） | 1,327            |
| 2011年（平成23年） | 1,431            |
| 2012年（平成24年） | 1,473            |
| 2013年（平成25年） | 1,526            |
| 2014年（平成26年） | 1,592            |
| 2015年（平成27年） | 1,680            |
| 2016年（平成28年） | 1,861            |
| 2017年（平成29年） | 1,902            |
| 2018年（平成30年） | 1,968            |
| 2019年（令和元年） | 1,935            |
| 2020年（令和02年） | 1,388            |
| 2021年（令和03年） | 1,540            |
| 2022年（令和04年） | 1,687            |
| 2023年（令和05年） | 2,396            |

## 駅周辺
- 台北駐大阪経済文化弁事処福岡分処
- 城南線
- 南公園
- ヒルトップリゾート福岡（旧アゴーラ福岡山の上ホテル&スパ）[10]
- セント・マルティーヌ教会
- 博多教会
- 福岡雙葉学園
- 上智福岡中学校・高等学校
- 筑紫女学園中学校・高等学校
- 福岡市立赤坂小学校
- けご幼稚園
- 福岡桜坂郵便局
- セブン-イレブン桜坂店（福山雅治が自身のヒット曲「桜坂」にちなみ訪れたと福岡のコンサートのMCで発言している[要出典]）
- 西鉄バス桜坂停留所

## 隣の駅
福岡市交通局
 七隈線
六本松駅 (N11) - 桜坂駅 (N12) - 薬院大通駅 (N13)